# Campionatele europene de gimnastică individuală din 2009
Campionatele europene de gimnastică individuală din 2009, care au reprezentat a treia ediție a competiției continentale a gimnasticii individuale artistice, atât feminine cât și masculine a "bătrânului continent", au avut loc în orașul Milano din Italia, între 29 martie și 5 aprilie 2009.

## Gimnastica feminină

### Rezultatele gimnastelor române
La individual compus, româncele s-au plasat pe locurile 3, respectiv 14
- 3. Anamaria Tămârjan ( România) - cu notele (14,650 / 13,975 / 14,600 / 12,700) -- Total 55,925 și
- 14. Diana Chelaru ( România) - cu notele (14,675 / 13,525 / 11,900 / 14,400) -- Total 54,500

La sărituri și paralele inegale, nici o româncă nu s-a clasat în primele opt locuri.
La bârnă, clasamentul final a fost
- 1. Yana Demyanchuk ( Ucraina) - cu notele 5,900 / 8,875 și totalul de 14,775
- 2. Anamaria Tămârjan ( România) - cu notele 6,000 / 8,750 și totalul de 14,750 respectiv
- 3. Gabriela Drăgoi ( România) - cu notele 5,900 / 8,750 și totalul de 14,650

La sol, clasamentul final a fost
- 1. Elizabeth Tweddle ( Regatul Unit) - cu notele 6,000 / 9,150 și totalul de 15,150
- 2. Vanessa Ferrari ( Italia) - cu notele 5,400 / 9,275 și totalul de 14,675
- 3. Ksenia Semenova ( Rusia) - cu notele 5,400 / 9,225 și totalul de 14,625
- 4. Anamaria Tămârjan ( România) - cu notele 5,500 / 8,675 și totalul de 14,075 (penalizare - 0,1)
- 5. Ana Maria Izurieta ( Spania) - cu notele 5,400 / 8,675 și totalul de 14,075
- 6. Valentina Holenkova ( Ucraina) - cu notele 5,100 / 8,825 și totalul de 13,925
- 7. Sandra Izbașa ( România) - cu notele 4,900 / 9,000 și totalul de 13,900
- 8. Lia Parolari ( Italia) - cu notele 4,800 / 8,725 și totalul de 13,525